# Drittes Geschlecht
Als drittes Geschlecht werden Personen bezeichnet oder bezeichnen sich Personen selbst, die sich nicht in das binäre Geschlechtssystem „männlich“ und „weiblich“ einordnen lassen wollen.

## Begriff und Definitionen
Das „dritte Geschlecht“ gilt mittlerweile als Variante der nichtbinären Geschlechtsidentitäten. Die Begrifflichkeiten sind nicht deckungsgleich, da „nichtbinär“ unter anderem auch Personen bezeichnet, welche die Zuschreibung eines Geschlechts und damit die Bezeichnung „drittes Geschlecht“ für sich ablehnen (genderfluid, genderqueer, neutrois). In einigen Gesellschaften gibt es neben „Mann“ und „Frau“ andere Bezeichnungen für spezielle Gruppen von Personen, die von dieser Einteilung abweichen, teils im biologischen Sinne als intergeschlechtlich, teils als eigene Geschlechtsidentität.
Die Bezeichnung erhielt eine Verbreitung im deutschen Sprachraum durch den Schriftsteller Ernst von Wolzogen mit seinem Roman Das dritte Geschlecht (1899), in dem er eine bisexuelle Frau beschreibt, also eine sexuelle Orientierung. Hierbei ist das Geschlecht im biologischen Sinn festgelegt, aber es besteht eine davon abweichende Geschlechtsidentität. Vertreter der modernen Queer-Theorie und der Transgeschlechtlichkeit-Bewegung benutzen die Bezeichnung „drittes Geschlecht“ im Sinne einer queeren Identität.
In Deutschland gibt es Personen mit juristisch unbestimmten Geschlechtsmerkmalen. Die Internationale Klassifikation der Krankheiten ICD-10-GM-2014 der Weltgesundheitsorganisation (WHO) nennt in Kapitel XVII (Angeborene Fehlbildungen, Deformitäten und Chromosomenanomalien) auch angeborene Fehlbildungen der Genitalorgane, insbesondere ein „unbestimmtes Geschlecht und Pseudohermaphroditismus“. Außerdem gibt es Fälle von Störungen der Geschlechtsentwicklung oder geschlechtsspezifischen Abweichungen. Gesellschaftspolitisch werden diese Themen kontrovers diskutiert.

## Geschichte

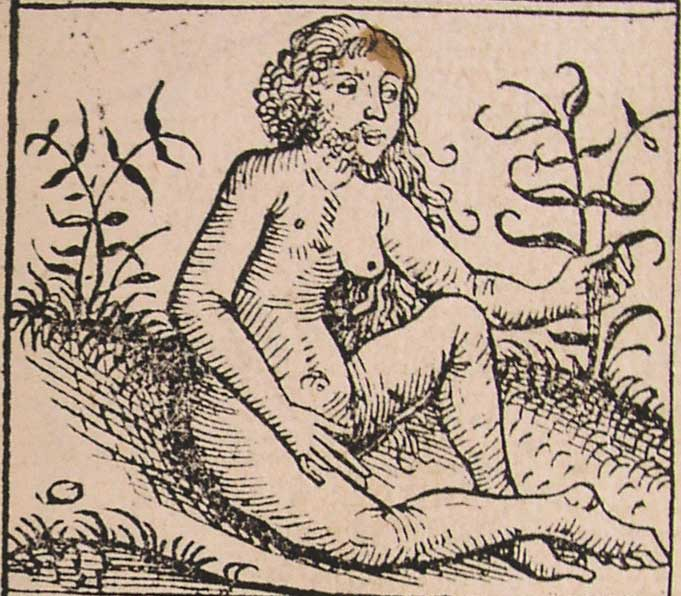
Fremde Menschen – Androgyn – Illustration eines Zwischengeschlechtlichen in der Nürnberger Chronik (Hartmann Schedel, 1493)

In Platons Symposion erzählt der Komödiendichter Aristophanes von den Kugelmenschen. Manche Kugelmenschen waren rein männlich, andere rein weiblich, wiederum andere – die andrógynoi – hatten eine männliche und eine weibliche Hälfte. Die rein männlichen Kugelmenschen stammten ursprünglich von der Sonne ab, die rein weiblichen von der Erde, die androgynen vom Mond.
In der europäischen Kulturgeschichte erhielten Gesangskastraten die falsche Benennung homines tertii generis (Menschen des dritten Geschlechts). In seiner autobiografischen Dichtung Frutti del mondo schreibt der Kastrat Filippo Balatris im Jahr 1735: „… obwohl ich doch ein Neutrum bin, ein Hauptwort mit dem Artikel ‚das‘.“
Théophile Gautiers Roman Mademoiselle de Maupin (1835) handelt von einer bisexuellen Sängerin, die an der Pariser Oper in Männerrollen auftritt. Die Protagonistin erkennt die – im Vergleich zu Frauen – größeren Entfaltungsmöglichkeiten der Männer. Sie verkleidet sich als Mann und hat Liebeserlebnisse mit Männern und Frauen. Ihre Erlebnisse fasst die Sängerin in dem Satz zusammen: Je suis d’un troisième sexe à part qui n’a pas encore de nom. In der deutschen Übersetzung lautet der Satz: „Ich gehöre einem dritten, besonderen Geschlecht an, das noch keinen Namen hat.“
Die österreichische Schriftstellerin Elsa Asenijeff bezeichnete in ihrer 1898 erschienenen Schrift Aufruhr der Weiber und das Dritte Geschlecht „emancipierte Weiber“, welche angeblich danach streben, wie ein Mann zu leben, als hors-sexe (außerhalb des Geschlechts) oder als das dritte Geschlecht.
Ernst von Wolzogen zeichnete in seinem 1899 erschienenen satirischen Roman Das dritte Geschlecht, der in München spielt, mit der Protagonistin Claire de Vries das Bild der studierenden Geliebten, die sich der traditionellen Rolle als Ehefrau und Mutter verweigert.
Die Schriftstellerin und Philosophin Simone de Beauvoir (1908–1986) bezeichnete Frauen nach der Menopause, in der sie die Empfängnisfähigkeit verlieren und die Sexualität dann zeugungslos wird, als ein „drittes Geschlecht“.

## Liste dritter Geschlechter

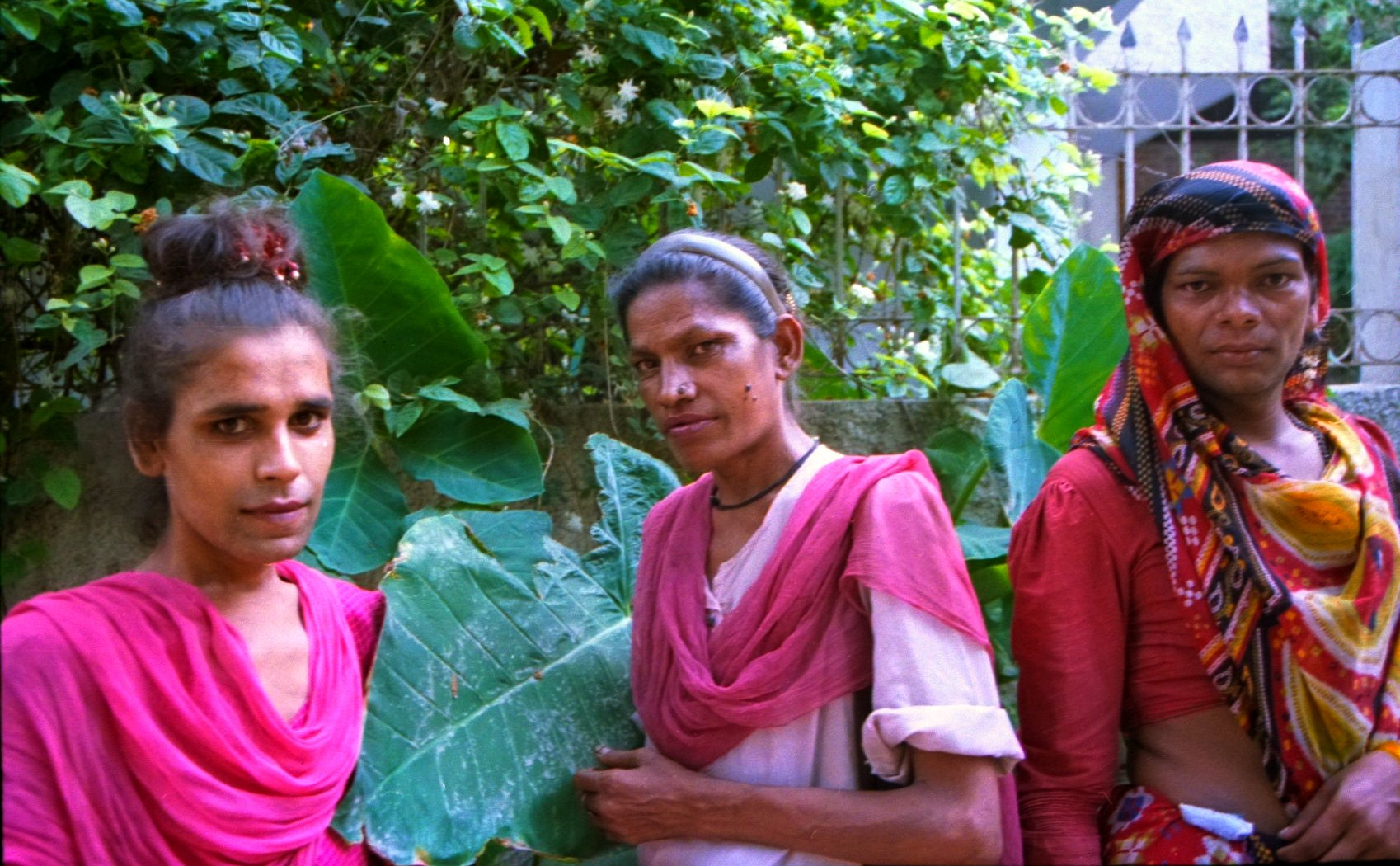
Hijra im Panscheel Park in Neu-Delhi (Indien 1994)

In verschiedenen zeitgenössischen Philosophieströmungen – vor allem feministischer Prägung – wird Geschlecht nicht als durch biologische Bedingungen vorgegebene ontologische oder „natürliche“ Tatsache gesehen, sondern als ein soziokulturell geprägtes Konstrukt. Von der Gender-Forschung werden auch die Geschlechter-Zweiteilung und die Heteronormativität kritisch untersucht. In diesem Zusammenhang wurde gegen Ende des 20. Jahrhunderts die Bezeichnung „drittes Geschlecht“ durch Vertreter der Queer-Theorie und der Transgeschlechtlichkeit-Bewegung wiederentdeckt. Die queere oder nichtbinäre Geschlechtsidentität wird ab den 2010er-Jahren vergleichbar zu einem dritten Geschlecht betrachtet, statt ausgegrenzt zu werden als transgeschlechtlich oder intergeschlechtlich (vergleiche Ethnologische Aspekte von Geschlechtsidentität). In einigen Kulturen ist ein drittes soziales Geschlecht neben „männlich“ und „weiblich“ sozial anerkannt und in teils jahrhundertealte Traditionen eingebunden. Nachfolgend sind einige Beispiele für dritte Geschlechter aufgelistet. Bei einigen von ihnen ist jedoch umstritten, ob es sich wirklich um dritte Geschlechter handelt, oder diese vielmehr in einer binären Geschlechterordnung verharren. 
1. Amarete – Bolivien: Ort mit zehn sozialen Geschlechtern (Kombinationen von Mann/Frau)
2. Bakla – Philippinen: Cross-Gender-Männer
3. Batscha Poschi – Afghanistan: „die, welche wie Jungen angezogen sind“ und einen fehlenden Mann und Ernährer im Haushalt ersetzen sollen (siehe auch Bacha bazi: Kinderprostitution)[9]
4. Bissu, Makkunrai, Calabai – Sulawesi: drei von fünf sozialen Geschlechtern bei der Volksgruppe der Bugis
5. Burrnesha – Albanien: „eingeschworene Jungfrau“; Frauen, die eine männliche soziale Rolle übernehmen, um einen fehlenden Mann und Ernährer im Haushalt zu ersetzen
6. Chanith – Oman, arabische Halbinsel: Transpersonen, die männliche Geschlechterrollen ablehnen
7. Faʻafafine – Samoa: Erziehung eines männlichen Kindes zur Frau
8. Fakaleiti – Tonga: Cross-Gender-Männer
9. Femminiello – Italien: Im traditionellen Neapel eine Geschlechterrolle für homosexuelle Männer mit weiblichem Geschlechtsausdruck[10][11]
10. Galloi – Antike: transgeschlechtliche Priester(innen) der Göttin Kybele
11. Hijra – Indien, Pakistan und Bangladesch: offiziell als drittes Geschlecht anerkannte Transpersonen im kultischen Dienst der Muttergöttin Bahuchara Mata
12. Kathoey – Thailand: Ladyman, Ladyboy oder Shemale, und andersherum die Tom (teilweise „drittes Geschlecht“)[12][13][14]
13. Māhū – Hawaii und Französisch-Polynesien: Cross-Gender-Männer[15][16]
14. Meti, Kothi – Nepal: als drittes Geschlecht angesehene Transfrauen
15. Muxe/Marimacha – Südmexiko: sozial akzeptierte Trans-Rollen
16. Sekrata – Madagaskar: Jungen, die „zart und weiblich“ sind und einvernehmlich in der Frauenrolle aufwachsen bei den Ethnien der Sakalava und Merina (Hova)[17][18][19][20]
17. Two-Spirit (Berdache) – Nordamerika: ein drittes Geschlecht bei indigenen Völkern
18. X-gender – Japan: Selbstbezeichnung einer Geschlechtlichkeit außerhalb der zwei Kategorien Mann/Frau

## Staaten mit rechtlicher Anerkennung einer dritten Geschlechtsoption

Weltkarte der rechtlichen Anerkennung eines nichtbinären oder „dritten“ Geschlechts („unbestimmt“):
nichtbinäres/drittes Geschlecht als freiwillige Wahl
bedingungsabhängig für intergeschlechtliche Personen
verpflichtend für intergeschlechtlich Geborene, und bedingungsabhängig wählbar
verpflichtend für intergeschlechtlich Geborene
ohne rechtliche Anerkennung oder ohne Daten

Von folgenden Staaten wird ein „unbestimmtes“ Geschlecht rechtlich anerkannt und kann in Reisepässen als Geschlechtsmerkmal eingetragen werden, meist als X:
1. Argentinien (2012)[22][23]
2. Australien (2003)
3. Bangladesch (2013)
4. Chile (2018)[24]
5. Dänemark
6. Deutschland (2018): „divers“ (seit 2013 auch leerer Eintrag möglich)
7. Indien (2014)[21]
8. Island (2019)[25]
9. Kanada (2017)[26][27]
10. Kenia (2014)[21]
11. Kolumbien (2022): X[28]
12. Malta (2015)
13. Nepal (2015)
14. Neuseeland (2012)
15. Niederlande (2018)[29][30]
16. Österreich (2018): „divers“ (auch leerer Eintrag möglich)
17. Pakistan (2009)
18. Spanien (2021)[23]
19. Uruguay (2018)[31]
20. USA: 26 der 56 Bundesstaaten und Territorien inkl. D.C. (Stand: November 2021)[32]
Im Oktober 2021 stellt die Bundesverwaltung den ersten geschlechtsneutralen Reisepass für eine nichtbinäre Person aus und erlaubt ab jetzt die freie Geschlechtswahl.[33][34]

## Beispiele für den rechtlichen Umgang mit Menschen ohne eindeutige Geschlechtszuordnung

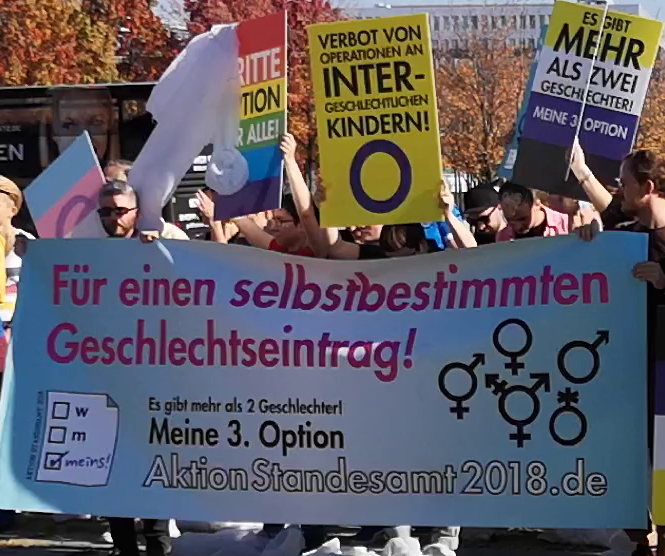
Oktober 2018: „Aktion Standesamt 2018“, Abschlussveranstaltung vor dem deutschen Bundeskanzleramt

### Deutschland
Personen mit dem Geschlechtseintrag „divers“ bilden seit Ende 2018 im deutschen Recht – neben denjenigen, deren Geschlecht personenstandsrechtlich offengelassen wurde (eingeführt Ende 2013) – eine eigene Geschlechtsoption, die gesetzlich so umschrieben wird, dass diese Personen „weder dem weiblichen noch dem männlichen Geschlecht zugeordnet“ sind (vergleiche Nichtbinäre Geschlechtsidentität). Diversgeschlechtliche Menschen können ein „X“ als Geschlechtsangabe im Reisepass erhalten. Laut einer Umfrage des Bundesinnenministeriums unter den 16 Bundesländern haben bis Ende September 2020 insgesamt 413 Personen den Eintrag „divers“ erhalten, darunter 394 nach eigener Wahl und 19 Neugeborene.

### Österreich
In Österreich gelten seit Anfang 2019 ähnliche Bestimmungen wie in Deutschland. Per Erlass des Innenministeriums im September 2020 sind neben männlich und weiblich folgende Eintragungen im Zentralen Personenstandsregister (ZPR) möglich:
- divers
- inter
- offen
- kein Eintrag

Die Anzeige der Geburt mit der Festlegung der Bezeichnung erfolgt grundsätzlich durch eine Hebamme oder einen Arzt oder eine Ärztin. Falls zu einem späteren Zeitpunkt eine Änderung der Geschlechtszuordnung vorgenommen werden soll, ist ein Fachgutachten notwendig.

### Malta

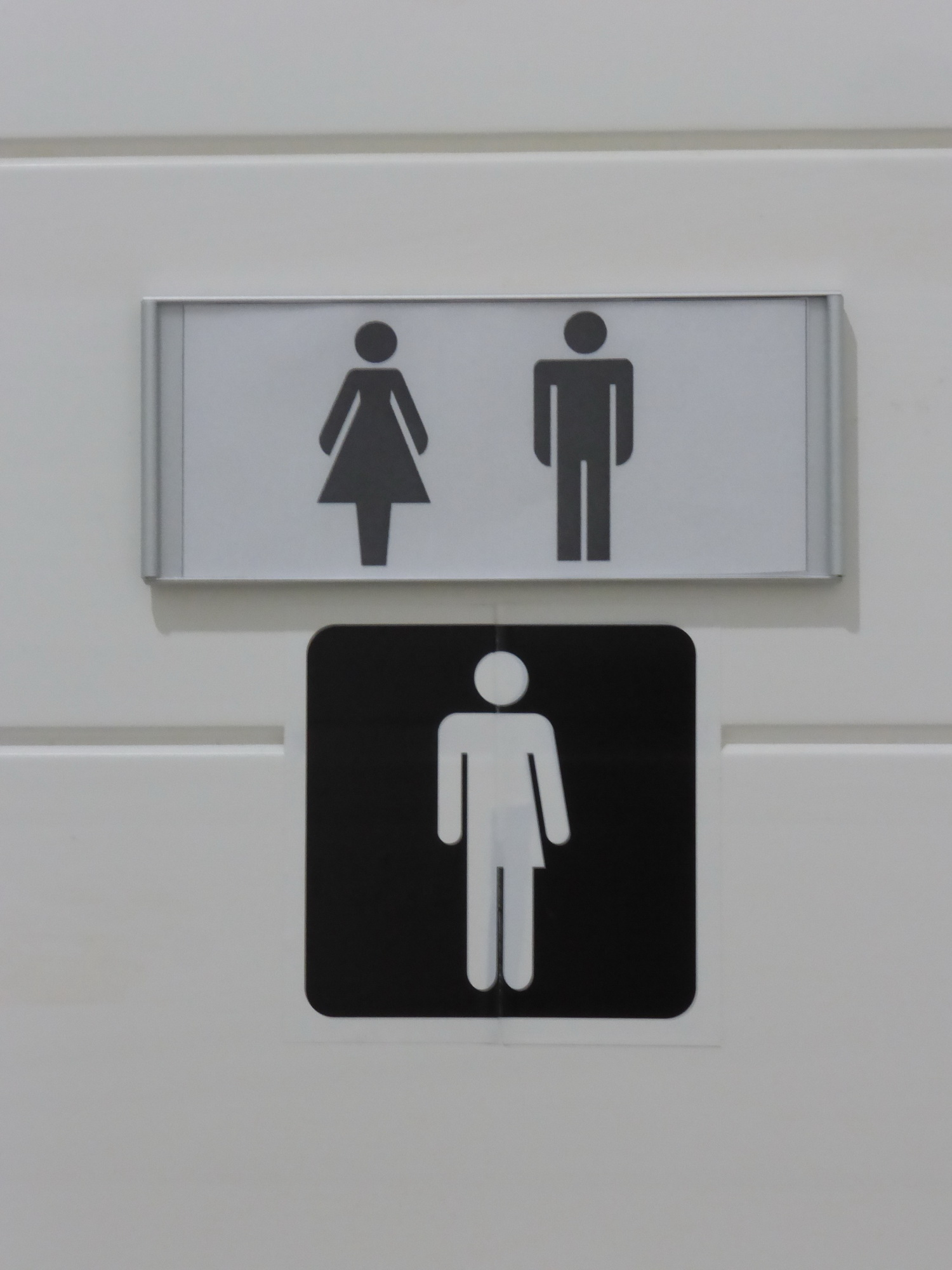
Kennzeichnung einer Unisex-Toilette in Valletta (Malta 2016)

Auf der Insel Malta wird seit 2015 nach den Änderungen durch das Gesetz Gender Identity, Gender Expression and Sex Characteristics Act gemäß Artikel 278 des Zivilgesetzbuches die Angabe des Geschlechts eines Kindes im Geburtseintrag zurückgestellt, bis die Identität des Geschlechts des Minderjährigen geklärt ist. Nach § 9 (2) des Gesetzes wird eine ausländische Geschlechtsangabe auch dann anerkannt, wenn sie nicht „weiblich“ oder „männlich“ lautet; auch das Fehlen einer Geschlechtsangabe wird nach dieser Bestimmung anerkannt.

## Künstlerische Rezeption
Belletristik
- Isaac Asimov: Lunatico oder die nächste Welt. 1972, ISBN 3-453-06591-3 – Science-Fiction-Roman über den Kontakt der Menschen mit dreigeschlechtlichen Aliens
- Iain M. Banks: Das Spiel Azad. Heyne, München 1990, ISBN 3-453-04275-1 – Science-Fiction-Roman von 1988 über eine humanoide Rasse, die das – dominante – dritte Geschlecht „Apex“ kennt
- Octavia E. Butler: Xenogenesis-Trilogie. Heyne, München 1987–1989 – Band 1 bis 3: Die Genhändler. 1999, ISBN 3-453-14897-5; außerirdische Rasse, die das dritte Geschlecht „Ooloi“ kennt
- Jeffrey Eugenides: Middlesex. Rowohlt, Reinbek 2003, ISBN 3-498-01670-9 (2002 mit dem Pulitzer-Preis ausgezeichneter Roman, dessen Hauptfigur intergeschlechtlich ist).

 Film und Fernsehen
- XXY, argentinisches Film-Drama 2007 von Lucía Puenzo – ähnliches Thema wie der US-amerikanische Roman Middlesex
- Star-Trek-Universum – hier treten einige außerirdische Spezies auf, die vom zweifachen Geschlechtssystem abweichen:[43] So hat die in Star Trek: Raumschiff Voyager auftretende Spezies 8472 fünf Geschlechter. Auch die Spezies der Rigelianer, die in verschiedenen Serien vorkommt, hat mehrere Geschlechter (vier oder fünf).[44] Bei Star Trek: Enterprise tritt die Spezies der Vissianer auf, bei ihr gibt es als drittes Geschlecht den Cogenitor.[45] In der Serie Star Trek: Discovery tritt mit Adira Tal erstmals ein nichtbinärer Mensch auf, dargestellt von Blu del Barrio.[46][47]